# Spoetzl Brewery

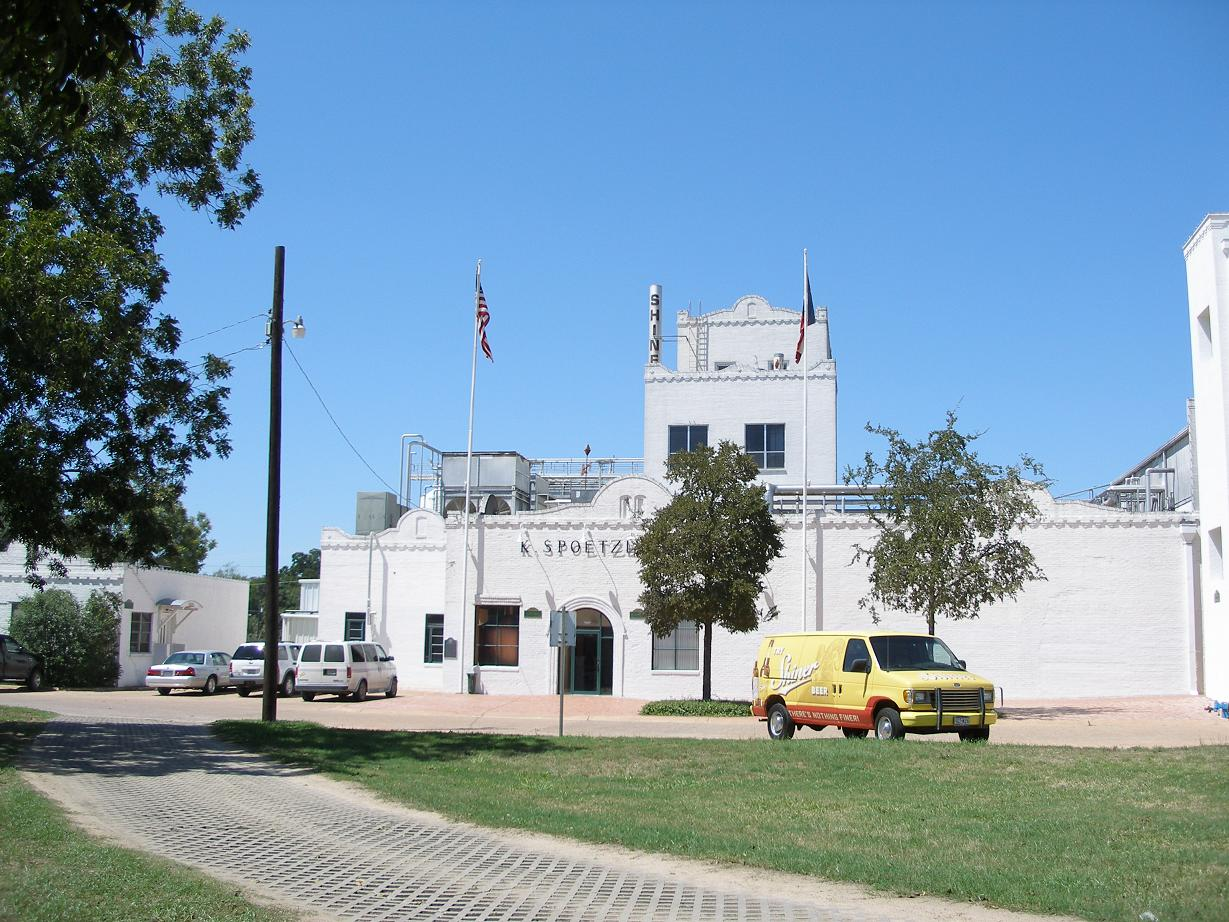
Spoetzl-Brauerei in Shiner

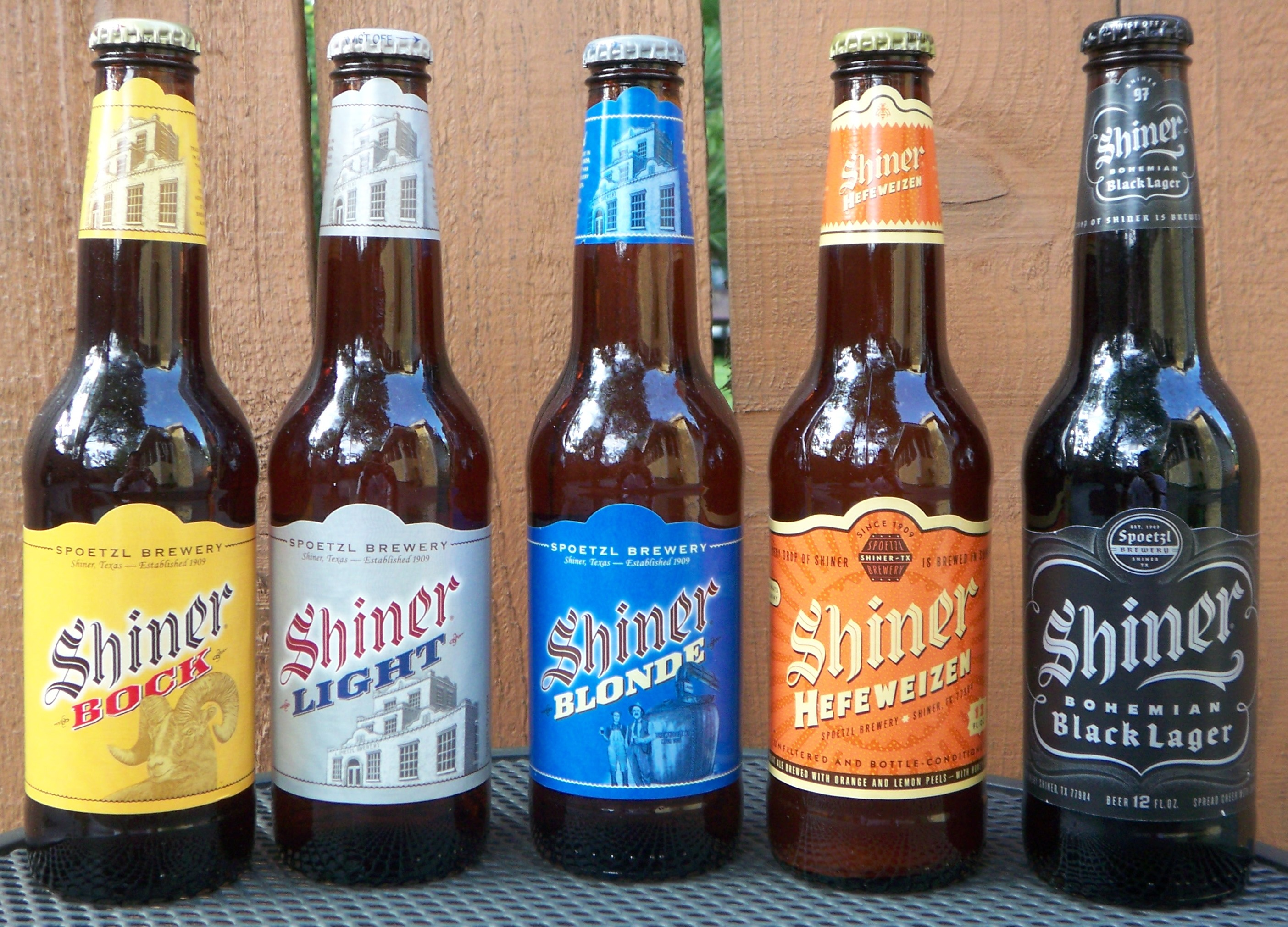
Die bekanntesten Marken der Brauerei

Die Spoetzl Brewery ist eine US-amerikanische Brauerei mit Sitz in Shiner, Texas.

## Geschichte
Im Jahr 1909 wurde die Brauerei unter dem Namen Shiner Brewing Association von deutschen und tschechischen Immigranten gegründet. Erster Braumeister war Hermann Weiss. Nachdem Weiss 1914 nach San Antonio zog, wurde das Unternehmen von den Deutschen Kosmos Spoetzl und Oswald Petzold zunächst geleast und firmierte bis zum Folgejahr unter dem Namen Home Brewing Company. Spoetzl und Petzold kauften die Brauerei schließlich im Jahr 1915 und benannten sie in Petzold & Spoetzl um.  Während der Zeit der Prohibition produzierte die Brauerei lediglich nicht-alkoholische Getränke und Eis. Als die Prohibition endete, war sie nur noch eine von fünf Brauereien in ganz Texas. Zu Spoetzls Firmenpolitik gehörte seit jeher, sich auf die Belieferung der näheren Region zu beschränken. Dennoch expandierte das Unternehmen rasch, nicht zuletzt dank etablierter Biermarken wie dem Shiner Bock.
1950 starb Kosmos Spoetzl, die Leitung des Unternehmens wurde von seiner Tochter Cecilie übernommen. Sie benannte die Brauerei zu Ehren ihres Vaters in den heutigen Namen um. 1966 stellte sie John Hybner als neuen Braumeister ein, der bis 2005 diese Tätigkeit ausübte. 1989 wurde die Brauerei von Carlos Alvarez’ The Gambrinus Company übernommen. Fünf Jahre später wurden 100.000 Barrel Bier produziert, was knapp über 5,8 Millionen Litern entspricht. Innerhalb der folgenden zehn Jahre konnte diese Menge nochmals verdreifacht werden.
Die Spoetzl Brewery war gemäß ihrer Verkaufszahlen im Jahr 2010 die zehntgrößte Brauerei in den Vereinigten Staaten.

## Getränkemarken
Zu den ganzjährig produzierten Bieren kommen in unregelmäßigen Abständen saisonale Produkte hinzu. In der Vergangenheit wurden auch zahlreiche Jubiläumsbiere gebraut.
- Shiner Bock
- Shiner Premium
- Shiner Blonde
- Shiner Bohemian Black Lager
- Shiner Hefeweizen
- Shiner Light Blonde
- Shiner Dortmunder
- Shiner Wild Hare Pale Ale

## Shiner in der Popkultur
Innerhalb der texanischen Musikszene genießt speziell das Shiner Bock einen guten Ruf. So findet das Bier in zahlreichen Songs Erwähnung, unter anderem bei Robert Earl Keen, Jason Boland & the Stragglers und Pat Green. Auch Jason Aldean erwähnte Shiner Bock in einem seiner Lieder, musste die Textstelle aber nach seiner Vertragsunterzeichnung bei einer konkurrierenden Brauerei wieder abändern.
In der Musikkomödie Roadie von Alan Rudolph fahren die Protagonisten Travis W. Redfish und B.B. Muldoon einen Transportwagen der Spoetzl Brewery.
In der von Vince Gilligan verfassten Episode Drei Wünsche (Originaltitel: Je Souhaite) der 7. Staffel der Serie Akte X – Die unheimlichen Fälle des FBI trinken die Protagonisten Scully und Mulder am Ende Shiner Bock aus der Flasche.